# Ósva
Ósva (szlovákul: Olšovany) község Szlovákiában, a Kassai kerület Kassa-környéki járásában.

## Fekvése
Kassától 12 km-re keletre, az Ósva-patak jobb partján található.

## Története
1272-ben „Ilswa” néven említik először az Aba nembeli Miklós fia László birtokaként. 1332-ben már állt temploma is, mely valószínűleg még a 13. században épült. 1335-ben Károly Róbert hívének, Drugeth Vilmosnak adta. 1427-ben 25 portát számláltak a faluban, mely mintegy 125 lakost jelent. 1553-ban már csak 12 portája volt. 1573-ban Miksa császár tizenötezer aranyért Kátay Ferencnek adta zálogbirtokként és 1615-ig a Kátayak birtoka maradt, majd ezután Hofmann Györgyé. 1715-ben öt ház állt a faluban, ebből egy zsellérház.
A 18. század végén Vályi András így ír róla: „OSVA. Osavjani. Elegyes Magyar falu Abaúj Várm. földes Ura a’ Tudományi Kintstár, lakosai külömbfélék, fekszik Regete Ruszkához közel, mellynek filiája, határjának 2/3 része soványas.”
Fényes Elek 1851-ben kiadott geográfiai szótárában így ír a faluról: „Osva, Olssowján, tót-német-magyar falu, Abauj vgyében, az Osva pataka mellett, ut. p. Kassához keletre 1/4 mfdnyire a zempléni postautban, 445 kath., 43 g. kath., 110 ref., 4 zsidó lak. Osva vizén kendertörővel együtt, pálinkaháza, kövér rétje. Szántóföldeinek 2/3 sovány; erdeje derék. F. u. a tudományi kincstár.”
Borovszky Samu monográfiasorozatának Abaúj-Torna vármegyét tárgyaló része szerint: „Besztertől keletre az Ósva folyó mellett Ósva falut találjuk. Van 82 háza, 539 magyar és tót lakosa. Postája: Bőd, távirója Alsó-Mislye.”
A trianoni diktátumig Abaúj-Torna vármegye Füzéri járásához tartozott, majd az új Csehszlovák államhoz csatolták. 1938 és 1945 között ismét Magyarország része.

## Népessége
| Év:            | 1994. | 2004.    | 2014.    | 2024.    |
| -------------- | ----- | -------- | -------- | -------- |
| Emberek száma: | 413   | 545      | 612      | 680      |
| Eltérés:       |       | +31,96 % | +12,29 % | +11,11 % |

| Év:            | 2023. | 2024.   |
| -------------- | ----- | ------- |
| Emberek száma: | 681   | 680     |
| Eltérés:       |       | -0,14 % |

1910-ben 442-en, többségében szlovákok lakták, jelentős magyar kisebbséggel.
2001-ben 497 lakosából 467 szlovák volt.
2011-ben 601 lakosából 544 szlovák.